# Sosnowe (obwód rówieński)
Sosnowe, Ludwipol (ukr. Соснове) – osiedle na Ukrainie, w obwodzie rówieńskim, w rejonie berezieńskim, nad rzeką Słucz.

## Historia
Miejscowość, a później miasto Ludwipol zostało utworzone w 1708 roku przez mieszkańców oddalonego o 4 km Hubkowa po epidemii zarazy. Hubków ze swoim warownym gródkiem został kompletnie zniszczony przez Szwedów w czasie wojny północnej, a wcześniej kilkakrotnie najeżdżany był przez hordy tatarskie.
Ludwipol nazwę swoją wziął od imienia żony fundatora miasta – Ludwiki. 
W XIX wieku miasteczko należało do ujezdu rówieńskiego w guberni wołyńskiej.
W okresie między I i II wojną światową Ludwipol był centrum kapitału (głównie żydowskiego) na terenie gminy Ludwipol. Żydzi stanowili 75% mieszkańców miasteczka. Drugą najliczniejszą grupą narodowościową byli Ukraińcy.
Do 1939 roku miejscowość była siedzibą gminy Ludwipol w powiecie kostopolskim, w województwie wołyńskim.
Wkrótce po zajęciu miasta przez 6. niemiecką armię polową 6 lipca 1941 roku ukraińscy nacjonaliści dokonali pogromu, podczas którego Żydów bito i gwałcono oraz plądrowano ich domy. 13 października 1941 roku w Ludwipolu założono getto mieszczące 1,5 tys. Żydów miejscowych i z okolicznych wsi. 26 sierpnia 1942 roku Sicherheitsdienst z Równego z pomocą niemieckiej żandarmerii i ukraińskiej policji rozstrzelało około 1 tys. mieszkańców getta na drugim brzegu Słuczy. Około 300-400 osób zdołało zbiec, jednak większość została schwytana i zabita przez żandarmów i policjantów. Ci, którzy ocaleli, ukrywali się w berezieńskim lesie, uzyskując pomoc od Polaków.
Po ataku partyzantki radzieckiej 31 grudnia 1942 roku z miasteczka wycofała się załoga niemiecka i ukraińscy policjanci. Opuszczona miejscowość stała się siedzibą sztabu ukraińskich nacjonalistów, którzy zabili kilkunastu miejscowych Polaków. Niemcy wyparli Ukraińców z Ludwipola po 3 miesiącach; w wyniku tego ataku miasteczko zostało całkowicie spalone.
Ludwipol został po 1945 roku odbudowany. W 1946 roku dokonano zmiany nazwy miejscowości na Sosnowe.
W 1989 liczyło 2213 mieszkańców.
W 2013 liczyło 2033 mieszkańców.

## Związani z miejscowością
- Antoni Andrzejowski – polski przyrodnik, pamiętnikarz i pisarz; mieszkał w Ludwipolu